# 鉄道・絶景の旅
『鉄道・絶景の旅』（てつどう・ぜっけいのたび）は、BS朝日で2009年10月22日から放送している紀行番組である。

## 概要
日本全国の鉄道路線から「その風景が優れている」ものをピックアップし、沿線の名所・温泉・グルメなどと共に紹介する。
なお開始から2010年3月までは2週続けて同一のものを、2010年4月以降は基本的に隔週で新作を放映（該当週以外は以前のものを再放送）している。
さらに、BS朝日では本番組の内容を25分にまとめたダイジェスト版の『鉄道・旅物語』が不定期に放送され、2022年以降は林家たい平のナレーションを省き本編では採用されなかったカットを含めるなどして再編集された60分版『とっておき 車窓紀行』、30分版の『とっておき 車窓紀行mini』として不定期に放映されている。
2013年8月8日からはテレ朝チャンネル2 ニュース・情報・スポーツでもセレクションとして放送されている。2013年11月14日から一時期、テレ朝チャンネル1 ドラマ・バラエティ・アニメ
でも放送されていたことがある。
基本的に第1回-第156回（2016年9月16日）は1時間番組であったが、第157回（2016年10月4日）以降は2時間番組となっている。第246回（2020年10月15日）から1時間番組に戻った。
2018年4月12日からは『新 鉄道・絶景の旅』と改題し、ナレーションも交代する。
それに伴い、2018年3月以前に放送された内容を放送する際は、ナレーション、テーマ曲等をすべて差し替えてリメイクされる。

### スペシャル版
不定期に 放送枠を拡大したスペシャル版が放送される。以下の3つのパターンがある。
通常版の拡大編成
この場合は、長大な路線を取り上げたり、複数の路線を組み合わせて放送することが多い。また、新作と過去の作品を組み合わせて放送する場合もある。なお、スペシャル版で放送したものを抜き出し、通常枠用に編集して放送する場合もある。
2015年3月以降は、「旅の相棒」と称して、芸能人がゲスト出演することがある。但し、番組全編に出演する訳ではなく、取り上げる路線の主要な観光地をレポートする形での出演である。
総集編
過去の内容を、テーマ別にまとめて放送する。
海外編
通常の放送では取り上げない、日本国外の鉄道路線を取り上げる。この場合、番組テーマ曲も異なるものを使用する（後述）。
なお、総集編・海外編については、原則として『スペシャルサンデー』枠（日曜日21:00 - 22:54）での放送となる。また、放送回数は通常の放送とは別にカウントされる。
さらには、2023年には深夜枠の『とっておき車窓紀行』を放送、ノーナレで撮影スタッフの声が付く。

## 放送リスト

### レギュラー放送

#### 第1～187回
| 回  | 初回放映日     | タイトル | 紹介路線 | 備考 |
| --- | -------------- | --- | --- | --- |
| 1   | 2009年10月22日 | 悠久の流れに沿って SL・トロッコ夢紀行                                                                                        | 大井川鐵道 | |
| 2   | 2009年11月5日  | 五能線の旅 | 五能線 | |
| 3   | 2009年11月19日 | 阿蘇山カルデラの絶景を走る豊肥本線・南阿蘇鉄道の旅                                                                           | 豊肥本線・南阿蘇鉄道 | |
| 4   | 2009年12月3日  | 絶景!渓谷美の旅 紅葉彩る清流を行くわたらせ渓谷鐵道の旅                                                                       | わたらせ渓谷鐵道 | |
| 5   | 2009年12月17日 | 古都の紅葉美を求めて 錦秋の京都を走る嵯峨野観光鉄道・叡山電鉄の旅                                                            | 嵯峨野観光鉄道・叡山電鉄 | |
| 6   | 2010年1月7日   | 風光明媚なリアス式海岸を行く三陸鉄道の旅                                                                                     | 三陸鉄道 | |
| 7   | 2010年1月21日  | 土佐くろしお鉄道 太平洋・郷土料理の旅                                                                                        | 土佐くろしお鉄道 | |
| 8   | 2010年2月4日   | 津軽鉄道&弘南鉄道で行く雪原の津軽路ぶらり旅                                                                                  | 津軽鉄道・弘南鉄道 | |
| 9   | 2010年2月18日  | 早春の東伊豆を巡る伊豆急行の旅                                                                                               | 伊豆急行 | |
| 10  | 2010年3月4日   | 湿原・知床・オホーツクの大自然を満喫! SL&トロッコ列車で行く釧網本線の旅                                                      | 釧網本線 | |
| 11  | 2010年3月18日  | ノスタルジックな風景を求めて西の小京都を走る山口線の旅                                                                       | 山口線 | |
| 12  | 2010年4月8日   | 花と名湯を求めてぶらり旅 春の絶景を満喫!                                                                                     | 久大本線 | |
| 13  | 2010年4月22日  | 雄大な山々と花満開 春爛漫の中央本線                                                                                          | 中央本線（新宿 - 塩尻） | |
| 14  | 2010年5月13日  | 花と清流を求めて SLで巡る秩父鉄道                                                                                            | 秩父鉄道 | |
| 15  | 2010年5月27日  | 一畑電車で行く 出雲路のんびり気まま旅                                                                                        | 一畑電車 | |
| 16  | 2010年6月10日  | 森と水とロマンを求めて SLで巡る磐越西線                                                                                      | 磐越西線 | |
| 17  | 2010年6月24日  | 雄大な北アルプスの眺望と日本の原風景を行く                                                                                   | 大糸線 | |
| 18  | 2010年7月8日   | 海と山と夕陽の美しさに感動! 讃岐から伊予へ 予讃線の旅                                                                        | 予讃線 | |
| 19  | 2010年7月22日  | 清流に沿って"まほろばの里"を巡る長良川鉄道                                                                                   | 長良川鉄道 | |
| 20  | 2010年8月5日   | 彩り豊かな丘を駆け抜けぶらり旅                                                                                               | 富良野線 | |
| 21  | 2010年8月26日  | 紀伊半島 太平洋の眺望と世界遺産を巡る紀勢本線                                                                                | 紀勢本線 | |
| 22  | 2010年9月16日  | 古都を後に日本海沿岸へ 偉大なるローカル線 山陰本線 前編                                                                      | 山陰本線（前編） | |
| 23  | 2010年9月23日  | 心ゆさぶる車窓風景 偉大なるローカル線 山陰本線 後編                                                                          | 山陰本線（後編） | |
| 24  | 2010年10月7日  | 山間の名勝と名湯を巡る | 会津鉄道・野岩鉄道 | |
| 25  | 2010年10月21日 | 歴史ロマンと旬の味覚を求めて 長野電鉄で旅する秋の信濃路                                                                      | 長野電鉄（長野線・屋代線） | |
| 26  | 2010年11月4日  | 雄大な北海道の絶景に感動! 日高本線の旅                                                                                       | 日高本線 | |
| 27  | 2010年11月18日 | 北松浦半島の西海風景を味わう 松浦鉄道の旅                                                                                    | 松浦鉄道 | |
| 28  | 2010年12月2日  | 紅葉彩る奥の細道 陸羽東線・陸羽西線 前編                                                                                     | 陸羽東線（小牛田 - 堺田） | 2時間スペシャル |
| 29  | 2010年12月2日  | 紅葉彩る奥の細道 陸羽東線・陸羽西線 後編                                                                                     | 陸羽東線・陸羽西線（堺田 - 酒田） | 2時間スペシャル |
| 30  | 2010年12月9日  | 紅葉と古都をめぐる高山本線の旅                                                                                               | 高山本線 | |
| 31  | 2011年1月13日  | 瀬戸内の幸と絶景をとことん満喫! 呉線で行くのんびり気まま旅                                                                   | 呉線 | |
| 32  | 2011年1月27日  | 奥信濃の豪雪地帯と湯の里を巡る                                                                                               | 飯山線 | |
| 33  | 2011年2月10日  | 大自然を貫き 道南から道央へ 函館本線の旅 前編                                                                                | 函館本線（函館 - 倶知安） | |
| 34  | 2011年2月17日  | 大自然を貫き 道南から道央へ 函館本線の旅 後編                                                                                | 函館本線（倶知安 - 旭川） | |
| 35  | 2011年3月10日  | 春を待つ北陸路 氷見線・城端線の旅                                                                                            | 氷見線・城端線 | |
| 36  | 2011年3月24日  | 春の房総半島を横断 小湊鐵道 いすみ鉄道                                                                                       | 小湊鉄道・いすみ鉄道 | |
| 37  | 2011年4月7日   | 春を求めて南国の鉄路へ 指宿枕崎線の旅                                                                                        | 指宿枕崎線 | |
| 38  | 2011年4月21日  | 木曽路から尾張の春 中央本線の旅                                                                                              | 中央本線（塩尻 - 名古屋） | |
| 39  | 2011年5月12日  | 遠州路を抜け 浜名湖畔を巡る                                                                                                  | 天竜浜名湖鉄道 | |
| 40  | 2011年5月26日  | みちのくのローカル線で小京都・角館へ                                                                                         | 秋田内陸縦貫鉄道 | |
| 41  | 2011年6月9日   | 日本屈指の絶景ローカル線で行く 肥薩線 南九州ぶらり旅 前編                                                                    | 肥薩線（八代 - 大畑） | |
| 42  | 2011年6月16日  | 日本屈指の絶景ローカル線で行く 肥薩線 南九州ぶらり旅 後編                                                                    | 肥薩線（大畑 - 隼人） | |
| 43  | 2011年7月21日  | 日本一の急勾配を登るあじさい電車                                                                                             | 箱根登山電車 | |
| 44  | 2011年8月4日   | 日本最南端の鉄路で沖縄を満喫 ゆいレールの旅                                                                                  | 沖縄ゆいレール | |
| 45  | 2011年9月15日  | 日本最東端の大地を巡る | 花咲線 | |
| 46  | 2011年10月13日 | 瀬戸内を気ままにぶらり 山陽本線の旅 前編                                                                                     | 山陽本線（神戸 - 尾道） | |
| 47  | 2011年10月20日 | 瀬戸内を気ままにぶらり 山陽本線の旅 後編                                                                                     | 山陽本線（尾道 - 門司） | |
| 48  | 2011年11月10日 | 秋たけなわ 旭川から網走への旅                                                                                                | 石北本線 | |
| 49  | 2011年11月24日 | 天橋立と松葉ガニを堪能 北近畿タンゴ鉄道の旅                                                                                  | 北近畿タンゴ鉄道（宮津線） | |
| 50  | 2011年12月8日  | 紅葉と富山湾の幸を求めて | 黒部峡谷鉄道・富山地方鉄道 | |
| 51  | 2011年12月22日 | 神話の里を行く山岳路線 木次線の旅                                                                                            | 木次線 | |
| 52  | 2012年1月12日  | 瀬戸内・讃岐路をのんびり気まま旅 瀬戸大橋線 ことでん                                                                         | 瀬戸大橋線（愛称）・ことでん（琴平線） | |
| 53  | 2012年1月26日  | 日本最北の鉄路で北海道を満喫! 宗谷本線の旅                                                                                   | 宗谷本線 | |
| 54  | 2012年2月9日   | 魅力満載!七尾線・のと鉄道で行く能登半島縦断の旅                                                                              | 七尾線・のと鉄道 | |
| 55  | 2012年3月1日   | 青森から北海道へ 津軽海峡縦断の旅                                                                                            | 津軽線・海峡線<・江差線（木古内 - 江差） | |
| 56  | 2012年3月15日  | 早春の日南海岸をめぐる | 日南線 | |
| 57  | 2012年3月29日  | 魅力満載!鉄道で巡るぐるり琵琶湖一周の旅                                                                                      | 東海道本線（大津 - 米原） 北陸本線（米原 - 近江塩津） 湖西線（近江塩津 - 大津京） 比叡山鉄道 | |
| 58  | 2012年4月5日   | 旅情を満喫!九州縦断・春の旅                                                                                                  | 鹿児島本線・肥薩おれんじ鉄道 | 2時間スペシャル |
| 59  | 2012年4月5日   | 旅情を満喫!九州縦断・春の旅                                                                                                  | 鹿児島本線・肥薩おれんじ鉄道 | 2時間スペシャル |
| 60  | 2012年4月26日  | 富士山と桜の絶景路線 | 御殿場線 | |
| 61  | 2012年5月10日  | SLで行く桜の絶景路線 | 大井川鐵道 | |
| 62  | 2012年5月24日  | 下北半島縦断の旅 | 青い森鉄道（八戸 - 野辺地） 大湊線 | |
| 63  | 2012年6月7日   | 日本海の絶景と世界遺産を行く 初夏の五能線の旅                                                                                | 五能線 | |
| 64  | 2012年6月21日  | 新緑の山岳と渓谷を求めて 三河から信州へ                                                                                      | 飯田線 駒ヶ岳ロープウェイ | |
| 65  | 2012年7月5日   | 初夏の信州 ローカル線の旅 | しなの鉄道しなの鉄道線 上田電鉄別所線 | |
| 66  | 2012年7月26日  | 若狭路を行く 小浜線の旅 | 小浜線 | |
| 67  | 2012年8月9日   | 小海線の旅 | 小海線 | |
| 68  | 2012年8月30日  | 瀬戸内海から日本海への旅 | 伯備線 境線 | |
| 69  | 2012年9月6日   | 夏の北海道を満喫!留萌本線の旅                                                                                                | 留萌本線 | |
| 70  | 2012年9月20日  | 清流・四万十川を巡る旅 | 土讃線（高知 - 窪川） 予土線 | |
| 71  | 2012年10月4日  | 初秋の京都・奈良 古都の名勝めぐり                                                                                            | 奈良線 - 関西本線（京都 - 奈良） 桜井線（奈良 - 桜井） | |
| 72  | 2012年10月25日 | 上州から越後へ SLで行く秋の上越線                                                                                            | 上越線 | |
| 73  | 2012年11月8日  | 異国情緒あふれる秋の長崎ぶらり旅                                                                                             | 佐世保線（佐世保 - 早岐） 大村線 長崎本線（諫早 - 長崎） | |
| 74  | 2012年11月22日 | 北アルプスと紅葉の絶景 晩秋の大糸線                                                                                          | 大糸線 | |
| 75  | 2012年12月6日  | 錦秋!みちのく縦断の旅 | 東北本線（仙台 - 盛岡） IGRいわて銀河鉄道（盛岡 - 好摩） 花輪線 奥羽本線（大館 - 青森） | 2時間スペシャル |
| 76  | 2012年12月20日 | 上州 湯けむり旅情 吾妻線の旅                                                                                                 | 吾妻線 | |
| 77  | 2013年1月10日  | 新春!富士山をめぐる旅 | 身延線 中央本線 富士急行 | |
| 78  | 2013年1月31日  | 大自然を満喫!厳寒の北海道横断の旅（前編）                                                                                    | 千歳線（白石 - 南千歳） 石勝線（南千歳 - トマム） | |
| 79  | 2013年2月7日   | 大自然を満喫!厳寒の北海道横断の旅（後編）                                                                                    | 石勝線（トマム - 新得） 根室本線（上落合信号場 - 釧路） | 上落合信号場 - 新得間は石勝線との重複区間                                                                                            |
| 80  | 2013年2月21日  | 関東近郊の小さな私鉄の旅 | 伊豆箱根鉄道駿豆線 上毛電気鉄道 銚子電気鉄道 | |
| 81  | 2013年3月7日   | 古都金沢から越後へ…冬の日本海 北陸本線の旅                                                                                   | 北陸本線（金沢 - 直江津） | |
| 82  | 2013年3月28日  | 九州縦断!日豊本線の旅（前編）                                                                                                | 日豊本線（小倉 - 大分） | |
| 83  | 2013年4月4日   | 九州縦断!日豊本線の旅（後編）                                                                                                | 日豊本線（大分 - 鹿児島中央） | |
| 84  | 2013年4月25日  | 水清らかな春の山里めぐり 水郡線の旅                                                                                          | 水郡線 | |
| 85  | 2013年5月9日   | 日本の春!桜の絶景路線めぐり                                                                                                  | わたらせ渓谷鐵道 近畿日本鉄道（京都 - 吉野） 近江鉄道（米原 - 近江八幡） 上信電鉄 | 2時間スペシャル ※2018年4月19日 |
| 86  | 2013年5月30日  | 風薫る初夏の越後平野 越後線・弥彦線の旅                                                                                      | 越後線 弥彦線 | |
| 87  | 2013年6月6日   | 浅草から世界遺産・日光へ…東武鉄道の旅                                                                                        | 東武鉄道 伊勢崎線・日光線 | |
| 88  | 2013年6月20日  | 博多から唐津・伊万里へ…潮風香る玄界灘の旅                                                                                    | 筑肥線 | |
| 89  | 2013年7月4日   | 世界遺産・富士山と太平洋の絶景!東海道本線ぶらり旅                                                                            | 東海道本線（東京 - 名古屋） | 2時間スペシャル |
| 90  | 2013年8月1日   | 夏に乗りたい絶景路線（1）江ノ電で行く夏の湘南･古都鎌倉めぐり                                                                 | 江ノ電 | |
| 91  | 2013年8月8日   | 涼やかな夏の北海道を満喫!室蘭本線・富良野線の旅                                                                              | 室蘭本線 富良野線 | 2時間スペシャル 富良野線部分は第20回を再編集                                                                                         |
| 92  | 2013年8月22日  | 夏に乗りたい絶景路線（2）阿波室戸シーサイドラインの旅                                                                        | 牟岐線 阿佐海岸鉄道 | |
| 93  | 2013年9月12日  | 富山から長野へ…北アルプスを満喫!立山黒部アルペンルートの旅                                                                   | 富山地方鉄道本線 - 立山線（富山 - 立山） 立山黒部貫光 関電トンネルトロリーバス | |
| 94  | 2013年9月26日  | にっぽんの原風景を求めて…秋の中国地方縦断の旅                                                                                | 津山線 因美線 | |
| 95  | 2013年10月10日 | 三陸海岸の絶景と海の幸を満喫!秋の八戸線・三陸鉄道の旅                                                                        | 八戸線 三陸鉄道北リアス線 | |
| 96  | 2013年10月31日 | 歴史ロマンと琵琶湖の絶景 東海道本線ぶらり旅                                                                                  | 東海道本線（名古屋 - 石山） | |
| 97  | 2013年11月7日  | 京都・大阪・神戸 三都めぐり 東海道本線ぶらり旅                                                                               | 東海道本線（石山 - 神戸） | |
| 98  | 2013年11月21日 | ふるさとの秋を求めて…北上線の旅                                                                                              | 北上線 | |
| 99  | 2013年12月5日  | 京都・みちのく・上高地…紅葉満喫!絶景路線めぐり                                                                               | 仙山線、奥羽本線（羽前千歳 - 米沢）、米坂線 篠ノ井線、アルピコ交通 叡山電鉄、陸羽東線、陸羽西線 | 3時間スペシャル |
| 100 | 2013年12月5日  | 京都・みちのく・上高地…紅葉満喫!絶景路線めぐり                                                                               | 仙山線、奥羽本線（羽前千歳 - 米沢）、米坂線 篠ノ井線、アルピコ交通 叡山電鉄、陸羽東線、陸羽西線 | 3時間スペシャル |
| 101 | 2013年12月19日 | 秘境の渓谷美と名湯を求めて…初冬の四国横断の旅                                                                                | 徳島線、土讃線（佃 - 高知） | |
| 102 | 2014年1月9日   | 新春!お伊勢参りと美味三昧 伊勢志摩をめぐる近鉄の旅                                                                           | 近畿日本鉄道名古屋線 山田線 - 鳥羽線 - 志摩線 | |
| 103 | 2014年1月23日  | 銀河鉄道と民話の世界を走る…粉雪舞う釜石線の旅                                                                                | 釜石線 | |
| 104 | 2014年2月6日   | 琵琶湖畔から古都金沢へ…冬の日本海 北陸本線の旅                                                                               | 北陸本線（米原 - 金沢） | |
| 105 | 2014年2月27日  | ひと足早い春を求めて…房総半島一周の旅（前）                                                                                  | 外房線（千葉 - 安房小湊） | |
| 106 | 2014年3月6日   | 春の花々と富士山の絶景!房総半島一周の旅（後）                                                                                | 外房線（安房小湊 - 安房鴨川） 内房線 | |
| 107 | 2014年3月27日  | 梅が彩る里山の春とSLを満喫!武蔵野から上州への旅                                                                              | 八高線 信越本線（高崎 - 横川） | |
| 108 | 2014年4月10日  | 太平洋のリゾートと旬の美味… 紀勢本線でめぐる春の紀州路                                                                       | 紀勢本線（和歌山市 - 新宮） | |
| 109 | 2014年4月24日  | 春爛漫!関西の小さな私鉄の旅                                                                                                  | 和歌山電鐵 紀州鉄道 北条鉄道 | |
| 110 | 2014年5月8日   | ななつ星のルートを行く 桜舞う!九州一周1000キロの旅                                                                           | ななつ星走行ルート | 3時間スペシャル |
| 111 | 2014年5月8日   | ななつ星のルートを行く 桜舞う!九州一周1000キロの旅                                                                           | ななつ星走行ルート | 3時間スペシャル |
| 112 | 2014年5月22日  | 郷愁誘う出雲街道を行く 新緑の姫新線の旅                                                                                      | 姫新線 | |
| 113 | 2014年6月5日   | 新幹線つばさと各駅停車で行く 新緑彩る初夏のみちのくの旅                                                                      | 奥羽本線（福島 - 新庄） | |
| 114 | 2014年6月26日  | 初夏の山里と名山の絶景 北関東横断の旅                                                                                        | 水戸線 両毛線 | |
| 115 | 2014年7月10日  | 城下町の旅情と港町の美味 夏の有明海をめぐる旅                                                                                | 長崎本線（鳥栖 - 諫早） 島原鉄道 | |
| 116 | 2014年7月24日  | 海の恵みと伝統の技 夏の瀬戸内海 赤穂線の旅                                                                                   | 赤穂線 | |
| 117 | 2014年8月7日   | 涼を求めて列島縦断 厳選!真夏に乗りたい絶景路線                                                                               | 小海線 土佐くろしお鉄道中村線 - 宿毛線 伯備線、境線 花咲線、小浜線、長良川鉄道 | 3時間スペシャル 長良川鉄道部分は第19回、花咲線部分は第45回、小浜線部分は第66回、小海線部分は第67回、伯備線・境線部分は第68回を再編集 |
| 118 | 2014年8月21日  | 日本の原風景を求めて 山陰から山陽へ…智頭急行の旅                                                                             | 因美線（鳥取 - 智頭） 智頭急行 | |
| 119 | 2014年9月4日   | 新潟から本州最果てへ…夏の日本海 ローカル線の旅                                                                               | 白新線 羽越本線（新発田 - 秋田） 男鹿線 奥羽本線（秋田 - 東能代、川部 - 青森） 津軽線 五能線 | 3時間スペシャル |
| 120 | 2014年9月4日   | 新潟から本州最果てへ…夏の日本海 ローカル線の旅                                                                               | 白新線 羽越本線（新発田 - 秋田） 男鹿線 奥羽本線（秋田 - 東能代、川部 - 青森） 津軽線 五能線 | 3時間スペシャル |
| 121 | 2014年9月25日  | 郷愁誘う九州の山里を行く 日田彦山線の旅                                                                                      | 日田彦山線 | |
| 122 | 2014年10月9日  | 宿場街の風情と山里の実り…初秋の木曽路をたどる旅                                                                              | 中央本線（塩尻 - 中津川） | |
| 123 | 2014年10月30日 | 小さな秋を探して 東海地方 ローカル線の旅                                                                                     | 明知鉄道 三岐鉄道北勢線 豊橋鉄道渥美線 | |
| 124 | 2014年11月6日  | 富良野から十勝へ 北の大地 紅葉めぐりの旅                                                                                     | 富良野線 根室本線（富良野 - 帯広） | |
| 125 | 2014年11月20日 | 紅葉と清流の絶景を求めて みちのくローカル線の旅                                                                              | 阿武隈急行 山形鉄道 | |
| 126 | 2014年12月4日  | みちのく縦断550キロの旅 | 東北本線（仙台 - 盛岡） 田沢湖線 IGRいわて銀河鉄道（盛岡 - 好摩） - 花輪線 - 奥羽本線（大館 - 青森） | 3時間スペシャル 田沢湖線部分以外は第75回を再編集                                                                                     |
| 127 | 2014年12月18日 | 紅葉の秋から銀世界の冬へ 山里と秘境を縫う 飯田線の旅                                                                         | 飯田線 | |
| 128 | 2015年1月8日   | 新春!究極の癒しと美味を求めて…日本三景をめぐる旅                                                                             | 仙石線 近畿日本鉄道（名古屋 - 賢島） 山陰本線 - 京都丹後鉄道宮福線 - 宮津線（京都 - 福知山 - 天橋立） 身延線 - 中央本線 - 富士急行 山陽本線、呉線（福山 - 呉 - 宮島口） | 4時間スペシャル 近鉄部分は第102回、身延線・中央本線・富士急行部分は第77回を再編集                                                    |
| 129 | 2015年1月15日  | 日本海の旬と湯けむりを求めて 雪景色の北陸紀行                                                                                | えちぜん鉄道 三国芦原線、勝山永平寺線（福井口 - 勝山） | |
| 130 | 2015年2月5日   | 厳寒の冬景色と極上の海の幸 津軽海峡一周 400キロの旅                                                                          | 津軽線、海峡線 江差線 函館本線（木古内 - 函館） 大湊線・青い森鉄道（大湊 - 野辺地 - 青森） | 3時間スペシャル 津軽線・海峡線・江差線部分は第55回を再編集。このため、廃止前の木古内 - 江差間も紹介                                  |
| 131 | 2015年2月12日  | 鬼怒川から会津若松へ 白銀の宿場町といで湯めぐりの旅                                                                          | 東武鉄道鬼怒川線（鬼怒川温泉 - 新藤原） 野岩鉄道 会津鉄道 | |
| 132 | 2015年3月5日   | 花と海の絶景を求めて 早春の四国路 ローカル線の旅                                                                             | 高徳線（高松 - 阿波池田） 鳴門線 | |
| 133 | 2015年3月12日  | 北陸新幹線開業直前 長野～金沢 JR線最後の旅                                                                                   | 北陸新幹線開業直前 長野から金沢へ JR最後の雄姿を求めて | 3時間スペシャル 特別ゲスト：六角精児 氷見線・城端線部分は第35回を再編集。                                                            |
| 134 | 2015年4月9日   | 富士と桜の絶景を求めて 春爛漫の伊豆路                                                                                        | 東海道本線（静岡 - 熱海） 伊東線、伊豆急行 | 2時間スペシャル |
| 135 | 2015年4月16日  | SLと観光列車で行く 桜彩る萩・津和野の旅                                                                                      | 山口線 山陰本線 - 山陽本線（益田 - 幡生 - 下関、長門市 - 仙崎） | 2時間スペシャル 特別ゲスト：西村和彦                                                                                                 |
| 136 | 2015年5月7日   | 阿蘇の湯めぐり&観光列車で行く 九州横断 200キロの旅                                                                           | 豊肥本線、南阿蘇鉄道 三角線 | 2時間スペシャル 旅の相棒：はなわ |
| 137 | 2015年5月14日  | 高野山開創1200年 初夏の紀州路 名刹めぐり                                                                                     | 和歌山線（和歌山 - 橋本） 南海電鉄高野線 - 鋼索線（橋本 - 極楽橋 - 高野山） | |
| 138 | 2015年6月4日   | 日本の原風景と山里の美味 初夏の北陸 越前路                                                                                   | 越美北線 | |
| 139 | 2015年6月11日  | 絶景列車でたどる おくのほそ道紀行                                                                                            | 東武鉄道伊勢崎線（東武スカイツリーライン）（北千住 - 東武動物公園）- 日光線 （JR）日光線、東北本線（宇都宮 - 小牛田） 陸羽東線 - 陸羽西線 - 羽越本線（小牛田 - 酒田） | 3時間スペシャル 旅の相棒：渡辺徹 |
| 140 | 2015年7月9日   | 緑萌ゆる北の大地を行く 函館～稚内 夏の北海道縦断700キロの旅                                                                  | 函館本線 宗谷本線 | 2時間スペシャル 旅の相棒：宇梶剛士                                                                                                   |
| 141 | 2015年8月6日   | 涼を求めて白川郷へ 飛騨路を行く高山本線の旅                                                                                  | 高山本線（岐阜 - 高山） | |
| 142 | 2015年8月13日  | 城下町から港町へ 涼を呼ぶ 夏の四国・瀬戸内紀行                                                                               | 予讃線（松山 - 宇和島） | |
| 143 | 2015年9月17日  | 新たな世界遺産をめぐる九州横断の旅                                                                                           | 鹿児島本線（門司港 - 折尾、原田 - 鳥栖） 筑豊本線（折尾 - 原田） 長崎本線（鳥栖 - 肥前山口、諫早 - 長崎） 佐世保線（肥前山口 - 早岐） 大村線 | 2時間スペシャル 旅の相棒：原口あきまさ                                                                                               |
| 144 | 2015年10月15日 | 名山と高原の絶景 秋の信濃路 ローカル線の旅                                                                                   | 信越本線 - しなの鉄道しなの鉄道線 小海線 中央本線 - 篠ノ井線（小淵沢 - 塩尻 - 姨捨） | 2時間スペシャル |
| 145 | 2015年11月12日 | 紅葉と雪化粧の北アルプスから日本海へ 立山黒部アルペンルートの旅                                                              | 大糸線（松本 - 信濃大町） 関電トンネルトロリーバス - 立山黒部貫光 富山地方鉄道立山線（立山 - 岩峅寺） 上滝線 - 不二越線 - 本線（稲荷町 - 電鉄富山） 富山ライトレール | 2時間スペシャル |
| 146 | 2015年12月10日 | 紅葉の名刹と美味めぐり 晩秋の京都紀行 嵐山～鞍馬・比叡山                                                                     | 京福電気鉄道嵐山本線（嵐山 - 帷子ノ辻）- 北野線、叡山ケーブル 叡山ロープウェイ 嵯峨野観光鉄道、叡山電鉄 | 2時間スペシャル |
| 147 | 2016年1月14日  | 神戸～鳥取 瀬戸内海から日本海へ 天下の名城と冬の味覚めぐり                                                                   | 山陽本線（神戸 - 姫路） 播但線 山陰本線（和田山 - 鳥取） | |
| 148 | 2016年2月4日   | 江ノ島から芦ノ湖へ 富士の絶景と箱根めぐりの旅                                                                                | 小田急電鉄江ノ島線 - 小田原線（相模大野 - 小田原） 箱根登山電車 大山ケーブル 箱根登山ケーブルカー - 箱根ロープウェイ | 2時間スペシャル |
| 149 | 2016年3月10日  | 早春の花々と山海の恵みを求めて 伊勢湾一周 途中下車の旅                                                                       | 参宮線 - 紀勢本線（多気 - 亀山）- 関西本線（亀山 - 名古屋） 東海道本線（名古屋 - 豊橋）、豊橋鉄道渥美線 | 2時間スペシャル |
| 150 | 2016年4月8日   | 稚内～枕崎 天下の名城と名物駅弁めぐり 春を探して列島縦断3,000kmの旅                                                          | 宗谷本線、函館本線（旭川 - 札幌、長万部 - 函館）、千歳線、室蘭本線（沼ノ端 - 長万部） 旧江差線 - 海峡線 - 津軽線（函館 - 青森） 奥羽本線（青森 - 秋田）- 羽越本線（秋田 - 新発田）- 白新線 - 信越本線（新潟 - 直江津）、えちごトキめき鉄道日本海ひすいライン - あいの風とやま鉄道 - IRいしかわ鉄道 - 北陸本線 東海道本線（米原 - 神戸） - 山陽本線（神戸 - 岡山） 宇野線（岡山 - 茶屋町） - 本四備讃線 - 予讃線（内子線回り）（宇多津 - 宇和島） 日豊本線 - 鹿児島本線（別府 - 鹿児島中央）、指宿枕崎線 | 3時間スペシャル |
| 151 | 2016年5月13日  | 鉄道写真家・中井精也さんお勧め 一度は行きたい 春の絶景路線!                                                                  | わたらせ渓谷鐵道 小湊鉄道 のと鉄道 真岡鐵道 樽見鉄道 | 3時間スペシャル 鉄道写真家・中井精也さんお勧め路線として紹介                                                                         |
| 152 | 2016年6月10日  | 新緑の和と風情を満喫! 小京都をめぐる旅                                                                                       | 城端線 長良川鉄道 伊賀鉄道 呉線 - 山陽本線（三原 - 尾道） | 3時間スペシャル 長良川鉄道部分は第19回を再編集                                                                                       |
| 153 | 2016年6月17日  | SLと花々が彩る秩父鉄道の旅                                                                                                   | 秩父鉄道（熊谷 - 三峰口） | |
| 154 | 2016年7月15日  | 旭川～知床～根室 大自然と美味を満喫!夏の北海道をめぐる旅                                                                     | 石北本線・釧網本線・花咲線 | 3時間スペシャル |
| 155 | 2016年8月5日   | 仙台・七夕から青森・ねぶたまで 東北四大祭りをめぐる旅 七夕・花笠・竿燈・ねぶた 東北四大祭りめぐり                            | 仙山線・奥羽本線・陸羽西線・羽越本線・男鹿線・奥羽本線・五能線・奥羽本線（仙台 - 山形 - 秋田 - 能代 - 五所川原 - 青森） | 3時間スペシャル 2017年8月22日に男鹿線部分（秋田 - 男鹿 - 能代）部分を割愛し、2時間番組として放送。                                   |
| 156 | 2016年9月16日  | 太平洋から瀬戸内海を経て日本海へ 西日本縦断!絶景水紀行                                                                       | 土讃線・予讃線・本四備讃線・宇野線・山陽本線・伯備線・山陰本線（高知 - 丸亀 - 岡山 - 新見 - 米子 - 松江） | 3時間スペシャル 2017年8月29日に倉敷・総社部分を割愛し、2時間番組として放送。                                                         |
| 157 | 2016年10月4日  | ローカル線からSL・観光列車まで 魅力再発見! 九州一周の旅 前編                                                                 | 鹿児島本線・肥薩線・日豊本線（熊本 - 吉松 - 隼人 - 宮崎 - 延岡） | |
| 158 | 2016年10月11日 | 秋に行きたい 山海の恵みとかくれ宿めぐり 魅力再発見! 九州一周の旅 後編                                                        | 日豊本線・久大本線・鹿児島本線・豊肥本線（延岡 - 大分 - 由布院 - 久留米 - 熊本 - 肥後大津） | |
| 159 | 2016年11月8日  | 消えゆく北の鉄路をたどる 北海道 札沼線～留萌本線の旅                                                                         | 札沼線・函館本線（滝川 - 深川）・留萌本線 | |
| 160 | 2016年11月15日 | 高崎～軽井沢～長野～新潟 懐かしの旧信越本線をたどる旅                                                                        | 信越本線・しなの鉄道・えちごトキめき鉄道妙高はねうまライン | |
| 161 | 2016年12月6日  | 錦彩る会津の秘境へ 磐越西線・只見線の旅                                                                                      | 磐越西線・只見線（郡山 - 会津若松 - 会津川口 - 只見 - 小出） | 第28・29回の再放送と合わせて4時間スペシャルとして放送 ※2018年11月29日                                                                |
| 162 | 2016年12月13日 | 紅葉彩る古の街道を行く 中央本線・大糸線の旅                                                                                  | 中央本線・篠ノ井線・大糸線（中津川 - 塩尻 - 松本 - 糸魚川） | ※2018年12月20日 |
| 163 | 2017年1月3日   | 江戸・日本橋～京都・三条大橋 絶景列車でたどる東海道五十三次                                                                  | 東海道本線・箱根登山電車・箱根ロープウェイ・関西本線・草津線（東京 - 品川 - 小田原 - 風祭 - 宮ノ下 - 早雲山 - 大涌谷 - 桃源台 - 箱根町・元箱根 - 三島 - 興津 - 静岡 - 島田 - 掛川 - 袋井 - 弁天島 - 新居町 - 二川 - 愛知御津 - 熱田 - 桑名 - 関 - 甲賀 - 石部 - 草津 - 大津 - 京都） | 4時間スペシャル |
| 164 | 2017年1月10日  | あったか料理!名湯!人情! 雪景色のみちのく紀行                                                                                 | IGRいわて銀河鉄道・青い森鉄道 | |
| 165 | 2017年2月7日   | 富山～能登～金沢 冬の日本海 旬の美味めぐり                                                                                   | あいの風とやま鉄道・氷見線・のと鉄道・七尾線・IRいしかわ鉄道（富山 - 高岡 - 氷見 - 和倉温泉 - 穴水 - 七尾 - 金沢） | |
| 166 | 2017年2月14日  | 京都～天橋立 昭和レトロと雪景色を求めて 絶景ローカル列車の旅                                                                 | 東海道本線・湖西線・北陸本線・小浜線・三方五湖レインボーライン山頂公園ケーブルカー・天橋立ケーブルカー（天橋立鋼索鉄道）・天橋立ビューランドモノレール・京都丹後鉄道（京都 - 大津京 - 近江今津 - 敦賀 - 三方 - 小浜 - 東舞鶴 - 西舞鶴 - 天橋立 - 与謝野 - 夕日ヶ浦木津温泉） | |
| 167 | 2017年3月7日   | 熊本～枕崎 春の南九州港町めぐり                                                                                              | 鹿児島本線・肥薩おれんじ鉄道・指宿枕崎線 | |
| 168 | 2017年3月14日  | 百花繚乱!春の花見鉄道 4時間スペシャル 【前半】富士山・花々・海の幸 春の房総半島一周の旅 【後半】春爛漫!桜舞う 絶景路線めぐり | 【前半】内房線・外房線 【後半】真岡鐵道・中央本線・嵐電・樽見鉄道・肥薩線・秩父鉄道 | 4時間スペシャル 【後半】は2012年6月9日のスペシャルの再放送                                                                           |
| 169 | 2017年4月4日   | 熊野古道と絶景海岸を行く春の紀伊半島ぐるり旅                                                                                 | 南海本線・阪堺電車・南海加太線・紀勢本線・参宮線 （難波 - 住吉大社・住吉鳥居前 - 浜寺駅前・浜寺公園 - 和歌山市 - 加太 - 和歌山市 - 和歌山 - 多気 - 二見浦） | 4時間スペシャル 一部に第108回・第149回の映像を流用                                                                                   |
| 170 | 2017年5月2日   | 春爛漫！甲州から相模湾へ 富士と桜の絶景路線を行く                                                                            | 身延線・東海道本線・御殿場線（甲府 - 富士 - 沼津 - 国府津） | ※2018年4月26日 |
| 171 | 2017年5月9日   | 下関から日本三景・宮島へ 春の瀬戸内 桜の名所めぐり                                                                           | 山陽本線・宇部線・岩徳線・錦川鉄道錦川清流線 （下関 - 宇部 - 新山口 - 岩国 - 錦町 - 岩国 - 宮島口） | ※2018年5月3日 |
| 172 | 2017年6月13日  | 房総初ローカル線で行く太平洋の幸と神社仏閣めぐり                                                                             | 総武本線・成田線・銚子電鉄・鹿島線・鹿島臨海鉄道大洗鹿島線・常磐線・ひたちなか海浜鉄道湊線（千葉 - 成田 - 銚子 - 犬吠 - 銚子 - 香取 - 鹿島神宮 - 水戸 - 勝田 - 阿字ヶ浦） | ※2018年6月21日 |
| 173 | 2017年7月11日  | 新緑と山海の絶景を求めて ぐるり秋田 ローカル線乗り継ぎの旅                                                                   | 奥羽本線・田沢湖線・秋田内陸縦貫鉄道・阿仁ゴンドラ・男鹿線（秋田 - 角館 - 鷹巣・鷹ノ巣 - 追分 - 男鹿） | ※2018年6月28日 |
| 174 | 2017年8月8日   | 札幌～夕張～富良野～旭川 どさん子オススメ 北の大地 絶景めぐり                                                                | 千歳線・石勝線・根室本線・富良野線（札幌 - 千歳 - 夕張 - 新得 - 富良野 - 旭川） | ※2018年10月18日 |
| 175 | 2017年8月15日  | 京都～伊勢～奈良 涼を求めてぶらり古都めぐり                                                                                  | 近鉄京都線・奈良線・橿原線・大阪線・山田線（京都 - 近鉄奈良 - 大和八木 - 宇治山田） | ※2018年7月26日 |
| 176 | 2017年9月5日   | 上州から日光会津へ SLとトロッコ列車で行く山里めぐり                                                                          | わたらせ渓谷鐵道・東武日光線・鬼怒川線・野岩鉄道・会津鉄道・会津線（桐生 - 間藤 - 日光 - 下今市 - 会津若松） | |
| 177 | 2017年9月12日  | ほろ酔い気分で越後路から上州へ 絶景を肴に呑み鉄の旅                                                                          | 信越本線・上越線（新潟 - 長岡 - 高崎） | |
| 178 | 2017年10月10日 | 秋の4時間スペシャル 走るホテル列車"みずかぜ"のルートを辿る 瀬戸内海&日本海 ぐるり一周                                        | 東海道本線・山陽本線・山陰本線（京都 -（山陽本線経由）- 下関 -（山陰本線経由）- 京都） | 4時間スペシャル ※2018年8月23日・30日                                                                                                 |
| 179 | 2017年11月7日  | 山里の美味を求めて 実りの秋 みちのく紀行                                                                                     | 奥羽本線・北上線（福島 - 横手 - 北上） | ※2018年10月25日 |
| 180 | 2017年11月14日 | 甲州から信州へ 秋に楽しむアートな旅                                                                                          | 中央本線・飯田線（甲府 - 辰野 - 飯田） | ※2018年11月1日 |
| 181 | 2017年12月5日  | 日本海と立山の絶景 錦秋の北陸紀行                                                                                            | えちぜん鉄道・北陸本線・IRいしかわ鉄道・あいの風とやま鉄道・富山地方鉄道・黒部峡谷鉄道（三国港 - 永平寺口 - 福井 - 富山 - 宇奈月温泉・宇奈月 - 欅平） | |
| 182 | 2017年12月12日 | 紅葉とSL・トロッコ列車 大井川鐵道&天竜浜名湖鉄道の旅                                                                         | 天竜浜名湖鉄道・東海道本線（掛川 - 金谷）・大井川鐵道大井川本線・井川線 | |
| 183 | 2018年1月9日   | 4時間スペシャル 永久保存版! 四季の絶景路線20選                                                                               | 冬の大自然を満喫 釧網本線 春爛漫の久大本線 あこがれの観光列車 しなの鉄道「ろくもん」 夏の日本海をめぐる山陰本線 懐かしの車両図鑑 旧営団3000系（長野電鉄3500系）、長野電鉄2000系、旧国鉄103系 秋の名城めぐり 播但線 秋の嵯峨野観光鉄道&叡山電鉄 銀世界を行く函館本線 あこがれの観光列車 肥薩おれんじ鉄道「おれんじ食堂」 満開の花々を愛でる肥薩線 富士の春景色 御殿場線 懐かしの車両図鑑 国鉄485系、トワイライトエクスプレス、あけぼの、国鉄123系 夏の瀬戸内&名城めぐり 予讃線 一度は行きたい!錦秋の陸羽東線 阿蘇の大地を駆けめぐれ 豊肥本線 豪雪地帯を行く飯山線 あこがれの観光列車 西武鉄道 西武旅するレストラン52席の至福 SLでめぐる春景色 大井川鐵道 春の薩摩をめぐる指宿枕崎線 大人気のローカル線 五能線 初夏の紫陽花電車 箱根登山鉄道 あこがれの観光列車 JR東日本 フルーティアふくしま 秋のわたらせ渓谷鐵道 本州最南端をめざして 紀勢本線 北陸の幸を求めて 氷見線 錦秋の只見線 | 4時間スペシャル 過去の放送を編集したものを中心に構成 ※2018年7月19日                                                                  |
| 184 | 2018年2月6日   | あったか ふれあい旅 冬景色の函館本線                                                                                         | 函館本線（札幌 - 函館） | ※2018年12月27日 |
| 185 | 2018年2月13日  | 冬の旅情と人情を満喫!高山本線・飛騨路めぐり                                                                                  | 高山本線 | ※2019年1月24日 |
| 186 | 2018年3月6日   | 4時間スペシャル 絶景列車で行く 四国一周 札所めぐり                                                                           | 高徳線・徳島線・土讃線・予土線・予讃線・伊予鉄道松山市内線・高松琴平電鉄琴平線・長尾線（板東 - 徳島 - 阿波池田 - 窪川 - 宇和島 - 多度津 - 琴平 - 高松・高松築港 - 長尾） | 4時間スペシャル |
| 187 | 2018年3月13日  | 広島～出雲 ローカル線でゆく山里ふれあい旅                                                                                    | 芸備線・木次線（広島 - 備後落合 - 宍道） | ※2019年1月31日 |

※はナレーションを林家たい平で録り直し、テーマ曲などを差し替えた際の初回放送日

#### 新 鉄道・絶景の旅 第188回～
| 回  | 初回放映日     | タイトル | 紹介路線 | 備考 |
| --- | -------------- | --- | --- | --- |
| 188 | 2018年 4月12日 | 博多から鹿児島 絶景の岬へ 春の九州東海岸を行く                                                              | 鹿児島本線・日豊本線・日南線（博多 - 小倉 - 宮崎 - 志布志） | 4時間スペシャル |
| 189 | 5月10日        | 桜舞う! 日本の春 小さなローカル線の旅                                                                       | いすみ鉄道・若桜鉄道・養老鉄道 | |
| 190 | 5月17日        | 仙台〜三春～いわき みちのく桜紀行                                                                           | 東北本線・磐越東線（仙台 - 郡山 - いわき） | |
| 191 | 6月7日         | 信州から越後へ!新緑の湯の里めぐり                                                                           | 篠ノ井線・信越本線・しなの鉄道北しなの線・飯山線・上越線・弥彦線（松本 - 長野 - 越後川口 - 長岡 - 東三条 - 弥彦） | |
| 192 | 6月14日        | 新潟から青森へ 日本海の絶景路線を行く 羽越本線・五能線 乗り継ぎ旅                                           | 白新線・羽越本線・奥羽本線・男鹿線・五能線（新潟 - 新発田 - 秋田 - 男鹿 - 追分 - 東能代 - 川部 - 青森） | 3時間スペシャル |
| 193 | 7月5日         | 札幌〜富良野〜釧路〜根室 花と緑が彩る!北海道横断 大地編                                                     | 函館本線・根室本線（札幌 - 滝川 - 帯広） | |
| 194 | 7月12日        | 札幌〜富良野〜釧路〜根室 花と緑が彩る!北海道横断 太平洋編                                                   | 根室本線（帯広 - 根室） | |
| 195 | 8月9日         | もう一つの京都へ 鉄道でたどる…古都の伝説めぐり                                                              | JR嵯峨野線（山陰本線）・嵐電（京福電気鉄道）嵐山本線・北野線・京阪電車鴨東線・京阪本線・叡山電車叡山本線・鞍馬線（京都 - 嵯峨嵐山・嵐山 - 北野白梅町・出町柳 - 祇園四条・出町柳 - 鞍馬） | |
| 196 | 8月16日        | 夏の味覚と絶景を満喫!大分から長崎へ 九州横断                                                                | 久大本線・鹿児島本線・長崎本線（長与経由）（大分 - 久留米 - 鳥栖 - 長崎） | 3時間スペシャル |
| 197 | 9月13日        | 4時間スペシャル まだ見ぬ風景を求めて…目指せ!JR線走破の旅                                                    | 小浜線・小海線・海の中道線（香椎線）・予土線・富良野線・左沢線・大村線・宗谷本線・田沢湖線・飯田線・鳴門線・伯備線・日南線・高山本線・呉線・久留里線・日高本線・身延線・土讃線・大糸線 | 4時間スペシャル 大部分は過去放映分を再編集                                                                          |
| 198 | 10月4日        | 鉄道・バス・船で楽しむ伊豆半島一周 人気観光地めぐり                                                         | 伊豆箱根鉄道駿豆線・西伊豆東海バス・南伊豆東海バス（修善寺駅 - 土肥温泉 - 堂ヶ島 - 下田）・伊豆急行・伊東線 | |
| 199 | 10月11日       | 近江八景と美味を求めて 琵琶湖一周 歴史ロマン                                                                | 湖西線・北陸本線・近江鉄道本線・八日市線・琵琶湖線（東海道本線）（京都 - 近江塩津 - 米原 - 八日市 - 近江八幡 - 大津） | |
| 200 | 11月8日        | 200回記念! 4時間スペシャル 名山を車窓に枕崎から稚内へ 日本縦断!3000キロの旅                                 | 指宿枕崎線・日豊本線・肥薩線・鹿児島本線・山陽本線・山陰本線・東海道本線・中央本線・篠ノ井線・しなの鉄道北しなの線・えちごトキめき鉄道妙高はねうまライン・信越本線・白新線・羽越本線・奥羽本線・五能線・函館本線・室蘭本線・千歳線・宗谷本線（枕崎 - 鹿児島中央 - 隼人 - 八代 - 門司 - 下関 - 京都 - 名古屋 - 松本 - 長野 - 妙高高原 - 直江津 - 新潟 - 新発田 - 東能代 - 川部 - 青森・函館 - 札幌 - 旭川 - 稚内）                                | 4時間スペシャル |
| 201 | 11月15日       | 神戸〜天橋立 瀬戸内海から日本海へ 丹波路めぐり                                                              | JR神戸線（神戸 - 尼崎）・神戸布引ロープウェイ・JR福知山線・京都丹後鉄道（福知山 - 宮津 - 天橋立） | |
| 202 | 12月13日       | 4時間スペシャル 新潟から岩手へ 紅葉と名湯を求めて 錦秋のみちのく横断の旅 4k特別版                           | 白新線・羽越本線・米坂線・奥羽本線・陸羽東線・東北本線・釜石線（新潟 - 新津 - 坂町 - 米沢 - 小牛田 - 花巻 - 釜石） | 4時間スペシャル |
| 203 | 2019年 1月10日 | 越前から越後へ 北陸横断!日本海のごちそう三昧                                                                | 北陸本線・IRいしかわ鉄道・あいの風とやま鉄道・えちごトキめき鉄道（福井 - 直江津） | |
| 204 | 1月17日        | 室戸岬から足摺岬へ 太平洋と四万十川の絶景!高知横断の旅                                                      | 土佐くろしお鉄道ごめん・なはり線・JR土讃線・土佐くろしお鉄道中村線（奈半利 - 後免 - 窪川 - 中村） | |
| 205 | 2月7日         | 盛岡から龍飛崎へ 名山と秘湯を満喫!冬景色の北東北を行く                                                      | IGRいわて銀河鉄道・花輪線・奥羽本線・弘南鉄道弘南線・津軽線（盛岡 - 大館 - 弘前 - 黒石・弘前 - 青森 - 三厩） | |
| 206 | 2月14日        | 宇野から境港へ 発見! ご当地じまん 中国地方縦断ふれあい旅                                                    | 宇野線・吉備線・伯備線・山陰本線・境線（宇野 - 岡山 - 総社 - 米子 - 境港） | |
| 207 | 3月7日         | 釧路～知床～美瑛 真冬の絶景! 野生の動物たち! 北の大自然に出会う旅                                           | 釧網本線・石北本線・富良野線（釧路 - 網走 - 旭川 - 美瑛） | |
| 208 | 4月4日         | 10の名城と絶景の島めぐり! 瀬戸内海一周旅                                                                    | 予讃線・小豆島フェリー・山陽本線・赤穂線・呉線・石崎汽船スーパージェット（松山 - 高松・高松港 - 土庄港・福田港 - 姫路港・姫路 - 播州赤穂 - 岡山 - 三原 - 呉・呉港中央桟橋 - 松山港・松山 - 宇和島） | 4時間スペシャル |
| 209 | 5月9日         | （祝）全線開通! 三陸鉄道リアス線の旅                                                                        | 三陸鉄道リアス線 | |
| 210 | 5月16日        | 信州から会津へ 日本の春を満喫! ご当地桜をめぐる旅                                                           | 飯山線・上越線・只見線・磐越西線（豊野 - 越後川口 - 小出 - 会津若松 - 喜多方） | |
| 211 | 7月25日        | 上州から信州へ 山里の名湯と郷愁を誘う廃線めぐり                                                             | 吾妻線・しなの鉄道・長電バス屋代須坂線・長野電鉄長野線（渋川 - 長野原草津口・軽井沢 - 屋代・屋代駅 - 須坂駅・須坂 - 湯田中） | [ 注 26 ] |
| 212 | 7月4日         | 4時間スペシャル 太平洋から日本海へ 富士山!アルプス!名湯! 絶景列車で行く日本横断                             | 身延線・中央本線・北八ヶ岳ロープウエイ・篠ノ井線・大糸線（富士 - 甲府 - 塩尻 - 松本 - 糸魚川） | 4時間スペシャル |
| 213 | 8月8日         | くま川鉄道・肥薩線で行く名湯&名物ネコめぐり                                                                 | くま川鉄道・肥薩線・日豊本線（湯前 - 人吉温泉・人吉 - 隼人 - 鹿児島） | |
| 214 | 8月15日        | 華厳の滝から袋田の滝へ 涼を求めて!関東水紀行                                                                | 東武日光線・両毛線・水戸線・筑波山ケーブルカー・常磐線・鹿島臨海鉄道大洗鹿島線・水郡線（東武日光 - 栃木 - 小山 - 下館・宮脇 - 筑波山頂・下館 - 友部 - 水戸 - 大洗・水戸 - 下野宮） | |
| 215 | 9月12日        | SLやまぐち&萩･津和野 懐かしき日本の原風景めぐり                                                             | 小野田線・山陽本線・美祢線・山陰本線・山口線（長門本山 - 雀田 - 小野田 - 厚狭 - 長門市 - 益田 - 新山口 - 徳山） | |
| 216 | 10月10日       | 5時間スペシャル 10周年記念 心揺さぶる思い出旅ベスト25                                                       | 25位：大井川鐵道 24位：函館本線 23位：名物駅長 22位：わたらせ渓谷鐵道 21位：現存12天守 20位：肥薩線 19位：秘境駅 18位：東北三大絶景路線 17位：四国海と川の絶景路線 16位：憧れの観光列車 15位：釧網本線 14位：九州の二大観光路線 13位：絶景駅 12位：北陸本線 11位：駅前グルメ 10位：根室本線 9位：高山本線 8位：日本三景 7位：富良野線 6位：名湯秘湯 番外編：秩父鉄道 5位：最果ての駅 4位：廃線 3位：駅弁 2位：忘れられない出会い 1位：奇跡の絶景 | 5時間スペシャル |
| 217 | 11月7日        | 金沢〜能登〜軽井沢 人気観光列車満喫の旅                                                                     | 花嫁のれん（金沢 - 七尾）・のと鉄道のと里山里海号（七尾 - 穴水）・穴水 - 和倉温泉・氷見線（氷見 - 高岡）・城端線（高岡 - 新高岡）・北陸新幹線（新高岡→糸魚川）・えちごトキめきリゾート雪月花（糸魚川 - 妙高高原） | |
| 218 | 11月14日       | 秋色に映える名山と湖! 北海道 ぐるり周遊                                                                     | 函館本線・室蘭本線・日高本線（札幌 - 長万部 - 苫小牧 - 様似） | |
| 219 | 12月5日        | 福島から新潟へ 秋の磐越西線 紅葉めぐり                                                                      | 磐越西線・信越本線（郡山 - 新津 - 新潟） | |
| 220 | 12月12日       | 名古屋から伊勢・志摩へ! 近鉄で行く冬の味覚満喫の旅                                                          | 近鉄名古屋線・湯の山線・山田線・鳥羽線・志摩線・御在所ロープウエイ（近鉄名古屋 - 近鉄四日市 - 湯の山温泉 - 近鉄四日市 - 宇治山田 - 鳥羽 - 賢島） | |
| 221 | 2020年 1月9日  | 古都奈良から本州最南端へ 熊野古道と世界遺産めぐり                                                           | 近鉄奈良線・橿原線・吉野線・吉野山ロープウェイ・和歌山線・奈良交通八木新宮特急バス・紀勢本線（近鉄奈良 - 大和西大寺 - 橿原神宮前 - 吉野・千本口→吉野山・吉野 - 吉野口 - 五条・五條バスセンター - 新宮駅バス停・新宮 - 串本） | |
| 222 | 1月16日        | 絶品!海の幸とあったか人情 冬の玄界灘を行く                                                                  | 筑肥線・唐津線・松浦鉄道（姪浜 - 唐津 - 伊万里 - 佐世保） | |
| 223 | 2月6日         | 田沢湖から津軽へ 銀世界と日本海を車窓に 冬のみちのく乗り継ぎ旅                                              | 秋田内陸縦貫鉄道・奥羽本線・五能線・津軽鉄道（松葉 - 鷹巣・鷹ノ巣 - 東能代 - 五所川原 - 津軽中里） | |
| 224 | 2月13日        | 雪の宿場町とSL 鬼怒川・会津 湯けむり街道を行く                                                              | 東武鉄道伊勢崎線・日光線・鬼怒川線・野岩鉄道・会津鉄道・会津線（とうきょうスカイツリー - 下今市 - 新藤原 - 会津若松） | |
| 225 | 3月5日         | 上州から日本海へ 名湯秘湯&雪景色めぐり                                                                      | 上越線・北越急行ほくほく線・信越本線・日本海ひすいライン（高崎 - 六日町 - 直江津 - 糸魚川） | |
| 226 | 3月12日        | 冬の絶景を求めて 北海道横断! 770キロの旅                                                                    | 函館山ロープウェイ・函館市電・函館本線・千歳線・石勝線・根室本線（山頂 - 山麓・末広町 - 函館駅前・函館 - 札幌 - 新得 - 根室） | 4時間スペシャル |
| 227 | 4月2日         | 古都と城下町を行く春の絶景路線めぐり                                                                        | 桜を求めて京都から吉野へ 近畿日本鉄道 山里の花の競演 いすみ鉄道 風情豊かな町並みを求めて 近江鉄道 春の瀬戸内名所めぐり 山陽本線・宇部線 | 近畿日本鉄道・近江鉄道部分は#85、いすみ鉄道部分は#189、山陰本線・宇部線部分は#171の再編集                           |
| 228 | 4月9日         | 仙台-飯坂温泉-いわき ご当地 桜&名物グルメ みちのく花見旅                                                    | 東北本線・福島交通飯坂線・磐越東線（仙台 - 福島 - 飯坂温泉・福島 - 郡山 - いわき） | 福島交通・飯坂温泉部分以外は#190を再編集                                                                            |
| 229 | 4月16日        | 熊本-鹿児島-宮崎 人気観光列車でめぐる!春景色と九州グルメ満喫の旅                                            | ジャズが流れる観光列車 A列車で行こう（三角線 三角 - 熊本）・九州新幹線（熊本 - 新八代）・豪華ランチが楽しめる おれんじ食堂（肥薩おれんじ鉄道 新八代→川内）・鹿児島本線（川内 - 鹿児島中央）・肥薩線の人気特急 はやとの風（鹿児島本線・日豊本線・肥薩線 鹿児島中央 - 吉松）・吉都線・日豊本線（吉松 - 都城 - 宮崎）・日南海岸を走る 海幸山幸（日南線 宮崎→南郷）                                                                                  | |
| 230 | 4月23日        | 待望の全線再開! 桜も祝う 常磐線の旅                                                                         | 常磐線・東北本線（水戸 - 仙台） | |
| 231 | 4月30日        | 新型車両も登場 春の信州から会津へ 地元っ子オススメ! 桜の絶景めぐり                                          | 飯山線・上越線・只見線・磐越西線（豊野 - 越後川口 - 小出 - 会津若松 - 喜多方） | 会津川口 - 西若松間の列車走行部分を除き#210の再編集                                                                 |
| 232 | 5月7日         | たい平が選ぶ! 春の富士10景 満開の桜に彩られて ぐるり富士山一周の旅                                          | 御殿場線・東海道本線・身延線・身延山ロープウェイ・中央本線・富士急行・富士急行バス（山北 - 沼津 - 富士 - 身延・久遠寺 - 奥之院・身延 - 甲府 - 大月 - 富士山 - 御殿場駅バス停・御殿場 - 山北） | #60・#170を再編集                                                                                                   |
| 233 | 5月14日        | 三陸鉄道リアス線で行く 空から見た春の三陸海岸 絶景めぐり                                                    | 三陸鉄道リアス線 | #209に未発表分を入れ再編集                                                                                          |
| 234 | 5月28日        | これぞ日本の原風景! 高山本線 四季の絶景めぐり                                                               | 高山本線 | #141を中心に#30、#185も利用して構成                                                                                 |
| 235 | 6月4日         | 6月に行きたい! 花と新緑を求めて人気路線 乗りつぶし旅                                                        | JR東日本・西日本 大糸線（松本 - 小滝 - ）2010年 島原鉄道 2014年 JR東日本 水戸線（水戸 - 岩瀬 - ）2014年 箱根登山電車・箱根登山ケーブルカー・箱根ロープウェイ（箱根湯本 - 強羅 - 早雲山 - 桃源台）2011年 上田電鉄 2012年 JR四国 予讃線（高松 - 下灘）2010年 JR東日本 男鹿線 2017年 | #17・#115・#114・#43・#65・#18・#155を編集                                                                          |
| 236 | 6月11日        | たい平が選ぶ 一度は行きたい! 四季の絶景駅 全国ベスト10                                                      | 大井川鐵道 2009年・2012年（奥大井湖上） 津軽鉄道 2016年（芦野公園） 予讃線 2015年（下灘） 山陰本線 2010年・2017年（餘部） 身延線・中央本線 2019年（小淵沢） 篠ノ井線 2013年（姨捨） えちごトキめき鉄道妙高はねうまライン・信越本線 2016年（青海川） 佐世保線・大村線 2012年（千綿） 釧網本線 2010年・2019年（茅沼・北浜） | #1・#61・#151・#142・#18・#156・#212・#200・#73・#10・#207を編集                                                    |
| 237 | 6月18日        | わが故郷の絶景路線! 海と花々に彩られた 千葉編                                                               | 東京湾と富士山の絶景 内房線 2017年（千葉 - 安房鴨川） 花咲き誇る春の房総 小湊鐵道・いすみ鉄道 2011年・2016年（五井 - 上総中野 - 大原） 太平洋の絶景と海の幸 外房線 2014年（千葉 - 安房鴨川） 初夏の歴史名所めぐり 成田線・銚子電鉄 2013年・2017年（千葉 - 銚子 - 外川） | #168・#36・#151・#105・#106・#80・#172を編集                                                                        |
| 238 | 7月9日         | 7月に行きたい! 海と高原の絶景を求めて 人気路線乗りつぶし旅                                                  | JR東日本小海線 2012年（小淵沢 - 野辺山） 近畿日本鉄道 2017年（近鉄奈良 - 松阪） JR西日本小浜線 2012年（敦賀 - 若狭高浜） 江ノ島電鉄 2013年（藤沢 - 由比ヶ浜） 智頭急行 2014年（智頭 - 佐用） JR北海道富良野線 2017年（富良野 - 美馬牛） | #67・#175・#66・#90・#118・#174を編集                                                                               |
| 239 | 7月30日        | 絶景列車でぐるっと四国 まるごと食べつくしの旅                                                               | 土佐くろしお鉄道阿佐線（ごめん・なはり線）・JR土讃線・予土線・予讃線・伊予鉄道松山市内線・高徳線・鳴門線・牟岐線・阿佐海岸鉄道阿佐東線（室戸岬 - 奈半利 - 御免 - 窪川 - 宇和島 - 松山・JR松山駅前 - 道後温泉・松山 - 高松 - 池谷 - 鳴門・徳島 - 海部 - 甲浦 - 室戸岬） | #204（室戸岬 - 窪川）・#70（窪川 - 宇和島）・#186（宇和島 - 高松）・#132（高松 - 鳴門）・#92（徳島 - 室戸岬）を編集 |
| 240 | 8月6日         | 8月に行きたい! 今こそ満喫 日本の夏 人気路線 乗りつぶし旅                                                    | 東武鉄道・野岩鉄道・会津鉄道 2017年（下今市 - 芦ノ牧温泉） JR東海・西日本 紀勢本線 2010年（亀山 - 白浜） 立山黒部アルペンルート 2013年 立山ケーブルカー・立山高原バス・立山トンネルトロリーバス・立山ロープウェイ・黒部ケーブルカー（立山 - 黒部湖） JR四国 土讃線 2016年（高知 - 琴平） JR東日本 羽越本線 2014年（村上 - 鶴岡） | #176・#21・#93・#156・#119を編集                                                                                    |
| 241 | 8月13日        | わが故郷の絶景路線! 日本海と立山連峰が彩る 富山編                                                           | 城端線（高岡 - 城端） 富山地方鉄道（電鉄富山 - 宇奈月温泉） 黒部峡谷鉄道（宇奈月 - 欅平） あいの風とやま鉄道・万葉線（倶利伽羅 - 高岡・高岡駅前 - 海王丸・高岡 - 泊） 氷見線（高岡 - 氷見） | #152・#181・#50・#203・#35を編集                                                                                    |
| 242 | 8月20日        | 姫路から出雲へ 懐かしき宿場町の風情を求めて 夏の出雲街道をたどる                                            | 姫新線・伯備線・山陰本線・一畑電車（姫路 - 新見 - 米子 - 松江・松江しんじ湖温泉 - 出雲大社前） | |
| 243 | 9月10日        | 9月に行きたい! 秋の味覚と絶景を満喫 人気路線 乗りつぶし旅                                                   | JR東海 中央本線 2014年（塩尻 - 中津川） JR西日本 奈良線 2012年（京都 - 奈良） JR西日本 山陰本線 2017年（下関 - 城崎温泉） JR東日本 八戸線 2013年（八戸 - 久慈） JR九州 日田彦山線 ・英彦山スロープカー 2014年（小倉 - 彦山・幸 - 花 - 神・彦山 - 夜明） | #122・#71・#178・#95・#121を編集                                                                                    |
| 244 | 10月1日        | 枕崎から稚内へ 海! 山! 川! 絶景路線乗りつくし 日本縦断 3000キロ（前編）                                     | 指宿枕崎線・日豊本線・肥薩線・鹿児島本線・山陽本線・山陰本線・東海道本線・中央本線・篠ノ井線（枕崎 - 鹿児島中央 - 隼人 - 八代 - 門司港 - 門司 - 下関 - 京都 - 名古屋 - 塩尻 - 長野） | #200・#189・#122を編集                                                                                              |
| 245 | 10月8日        | 枕崎から稚内へ 海! 山! 川! 絶景路線乗りつくし 日本縦断 3000キロ（後編）                                     | しなの鉄道北しなの線・えちごトキめき鉄道妙高はねうまライン・信越本線・白新線・羽越本線・奥羽本線・五能線・函館本線・室蘭本線・千歳線・宗谷本線（長野 - 妙高高原 - 直江津 - 東三条 - 新潟 - 新発田 - 東能代 - 川部 - 青森・函館 - 長万部 - 苫小牧 - 札幌 - 旭川 - 稚内） | #200・#191・#192・#218を編集                                                                                        |
| 246 | 10月15日       | 名山を車窓に上州を横断! 上毛電鉄&上信電鉄の旅                                                               | 上毛電鉄・上越線（新前橋 - 高崎）・上信電鉄 | |
| 247 | 10月29日       | わが故郷の絶景路線 海・川・湖を満喫! 静岡編                                                                 | 大井川鐵道本線・井川線（2017年）・伊豆急行（2015年）・天竜浜名湖鉄道（2017年） | #182・#134を編集 |
| 248 | 11月5日        | 11月に行きたい! Go To KOYO 人気路線 乗りつぶし旅                                                            | 嵯峨野観光鉄道・JR東日本陸羽東線・叡山電鉄・鞍馬山ケーブルカー | #5・#146・#28を編集                                                                                                 |
| 249 | 11月12日       | 消えゆく駅を心に残し… 最北の鉄路!秋の宗谷本線                                                               | 宗谷本線 | |
| 250 | 11月19日       | わが故郷の絶景路線 紅葉! アルプス!三大車窓! 長野編                                                          | しなの鉄道線（2015年・2016年・2020年撮影）・篠ノ井線（2013年）・アルピコ交通上高地線・大糸線 | #144・#160・#100を編集したものに新撮分をプラス                                                                      |
| 251 | 11月26日       | 郷土の美味&阿蘇の絶景ふたたび! 全線開通 豊肥本線の旅                                                        | JR豊肥本線 | |
| 252 | 12月3日        | 信濃川から千曲川へ にっぽんの故郷 秋めぐりの旅                                                              | JR上越線・飯山線（長岡 - 越後川口 - 豊野） | |
| 253 | 12月10日       | 日本の色彩美を満喫! 磐越西線で行く ほっこり会津めぐり                                                       | JR磐越西線 | #219に新撮（山都のみ）を加えたもの                                                                                  |
| 254 | 12月17日       | 本当はつながるはずだった… 長良川鉄道&越美北線の旅                                                           | 長良川鉄道・JR越美北線（美濃太田 - 北濃 - 石徹白 - 九頭竜湖 - 越前花堂） | |
| 255 | 12月24日       | White Christmas! 白銀の北海道を行く スノートレインの旅                                                      | 函館本線・千歳線・石勝線・根室本線・釧網本線・石北本線・富良野線 2011年・2013年・2019年・2020年（函館 - 札幌 - 南千歳 - 新得 - 釧路 - 網走 - 旭川 - 富良野） | #33・#34・#78・#79・#226を編集                                                                                      |
| 256 | 12月31日       | BS朝日開局20周年記念 特別番組 4K2時間スペシャル 日本海から太平洋へ紅葉! 秘湯! 小京都1 東北横断 ふるさと紀行 | 奥羽本線・田沢湖線・山田線（秋田 - 大曲 - 盛岡 - 宮古） | 2時間スペシャル |
| 257 | 2021年 1月1日  | 旅行けば- 駅から直行! 風呂鉄バンザイ                                                                        | 清流沿いの温泉 長良川鉄道（2010年） 山里の秘境へ 秋田内陸縦貫鉄道（2017年） 米どころの名湯秘湯 上越線（2017年） 雪の湯の里めぐり 飯山線（2011年） 海・清流と森の温泉 土讃線・予土線（2018年） 花咲く渓谷と花見の湯 わたらせ渓谷鐵道（2013年） 新幹線で直行の駅温泉 山形線（2014年） | 2時間スペシャル（8:00 - 10:00） #19・#173・#177・#32・#186・#85・#113を編集                                         |
| 258 | 1月1日         | あの絶景がよみがえる! 今は無き 北の大地の廃線紀行                                                           | 札沼線（2016年）・留萌本線（2012年・2016年）・江差線（2015年）・夕張支線（2013年・2017年・2019年）・日高本線（2010年） | 2時間スペシャル（10:00 - 12:00） #159（含新撮分）・#69・#159・#130・#78・#174・#226・#26を編集                      |
| B-1 | 1月2日         | 美しき日本の四季を駆け抜ける 郷愁誘うSLの旅                                                                 | 真岡鐵道 SLもおか（2012年・2016年） 秩父鉄道 C58 SLパレオ・エクスプレス（2016年） 釧網本線 C11 SL冬の湿原号（2010年） 山口線 D51 SLやまぐち（2019年） | SP05・#151・#153・#10・#215を編集                                                                                   |
| 259 | 1月7日         | 大人も子供も大満足! 一度は乗りたい人気観光列車                                                              | えちごとトキメキリゾート雪月花 特急A列車で行こうしなの鉄道ろくもん 肥薩おれんじ鉄道おれんじ食堂 伊予灘ものがたり+下灘駅 | |
| 260 | 1月14日        | 伊予鉄道でめぐる! 松山・道後 坊っちゃん紀行                                                                 | 伊予鉄道高浜線・松山市内線・横河原線・郡中線・松山城ロープウェイ（高浜 - 松山市・松山市駅前 - 道後温泉 - 大街道・東雲口 - 長者ケ平・大街道 - 松山市駅前・松山市 - 石手川公園 - 松山市 - 郡中港） | |
| 261 | 1月21日        | こんなところにこんな駅! 日本全国秘境駅めぐり                                                                | 北海道 アクセスは鉄道のみ 秘境度No.1の駅 室蘭本線小幌（2013年） 山形県 立ち売りの声ば響く静かな峠の秘境駅 奥羽本線峠（2014年・2017年） 静岡県 集落まで徒歩1時間ファン憧れの秘境駅 飯田線小和田（2014年） 兵庫県 山陰本線1泊2日秘境駅の小さな旅 山陰本線居組・餘部・鎧 徳島県 普通列車すら通過スイッチバックの秘境駅 土讃線坪尻（2016年） 大分県 上下合わせて日に3本県境の秘境駅 日豊本線宗太郎（2013年）                                         | #91・#113・#173・#127・#156・#83を編集。居組・餘部・鎧分は新撮                                                      |
| 262 | 1月28日        | 雪景色と太平洋の絶景を求めて! 冬の室蘭本線 美味三昧の旅                                                     | 室蘭本線（岩見沢 - 室蘭） | |
| 263 | 2月4日         | 日本海から立山へ 冬の魅力を堪能! 越中富山 豪雪の里を行く                                                    | 富山地方鉄道富山港線・本線・立山線（岩瀬浜 - 富山駅・電鉄富山 - 立山） | |
| 264 | 2月11日        | 冬の絶景と湯けむりを求めて 鬼怒川〜会津 雪見列車の旅                                                        | 東武鉄道・野岩鉄道・会津鉄道・会津線 2015年・2020年・2021年（鬼怒川温泉 - 会津若松） | #131・#224を編集・新撮分を挿入                                                                                      |
| 265 | 2月18日        | 2月に行きたい! 雪景色と一足早い春を求めて 人気路線 乗りつぶし旅                                             | 伊豆急行 2010年 JR東日本 津軽線 2012年・2019年 JR九州 指宿枕崎線 2011年・2017年 | #9・#55・#205・#37・#167を編集                                                                                      |
| 266 | 2月25日        | わが故郷の絶景路線 太平洋と山里の四季 岩手編                                                                | | |
| 267 | 3月4日         | 熊本〜鹿児島 港町の風情と旬の美味を求めて!早春の肥薩おれんじ鉄道                                            | 肥薩おれんじ鉄道 | |
| 268 | 3月11日        | あの味をご自宅で! 海峡の冬景色と味を満喫 道南いさりび鉄道の旅                                               | 道南いさりび鉄道 | |
| 269 | 4月1日         | 春の息吹に誘われて! 花が彩る房総半島 海編                                                                   | JR内房線・外房線（千葉 - 大原） | |
| 270 | 4月8日         | 春の息吹に誘われて! 花が彩る房総半島 山編                                                                   | いすみ鉄道・小湊鉄道 | |
| 271 | 4月15日        | ことでんで行く! 春のうどん県 ぶらり旅                                                                       | 高松琴平電気鉄道琴平線・志度線 | |
| 272 | 4月22日        | 全駅制覇! のりつくし銚子電鉄の旅                                                                            | 銚子電鉄 | |
| 273 | 4月29日        | 土佐くろしお鉄道&土讃線で行く 高知横断の旅                                                                  | 土佐くろしお鉄道宿毛線・中村線・JR土讃線（宿毛 - 高知） | |
| 274 | 5月6日         | 郷土の美味 食べつくし! 全線再開に沸く久大本線の旅                                                           | JR久大本線 | |
| 275 | 5月13日        | 艶やかな桜が迎える 近鉄でまほろばの里を行く                                                                 | 近鉄山田線・大阪線・橿原線・吉野線（松阪 -大和八木 - 橿原神宮前 - 吉野） | |
| 276 | 5月27日        | 残雪の山々と花が彩る! 山形ふるさとの風景めぐり                                                              | 奥羽本線・山形鉄道フラワー長井線（山形 - 赤湯 - 荒砥） | |
| 277 | 6月3日         | 異国情緒と城下町の風情! 潮風薫る初夏の長崎紀行                                                              | 長崎本線・島原鉄道（長崎 - 諫早 - 島原港） | |
| 278 | 6月17日        | 江ノ電&モノレールで行く! 潮風に吹かれて湘南再発見                                                           | 湘南モノレール・江ノ島電鉄（大船 - 湘南江ノ島・江ノ島 - 鎌倉） | |
| 279 | 6月24日        | たい平おススメ! 新名物を発掘 SLで行く 翔んで秩父路                                                          | 秩父鉄道（熊谷 - 三峰口） | |
| 280 | 7月8日         | にっぽんの田舎を行く 全駅制覇! のりつくし明知鉄道                                                           | 明知鉄道 | |
| 281 | 7月15日        | 近江の国で歴史散歩! 古の街道と焼き物の里巡り                                                                | 近江鉄道本線・信楽高原鐵道 | |
| 282 | 7月21日        | 信州-日本海 山! 湖! 滝! 高原列車乗り継ぎ旅                                                                  | しなの鉄道北しなの線・えちごトキめき鉄道妙高はねうまライン | |
| 283 | 7月29日        | 日本海の夕日と天橋立 京都丹後鉄道の旅                                                                       | 京都丹後鉄道宮舞線・宮豊線 | |
| 284 | 8月5日         | 本州最北の路線で下北半島を縦断! のんびり気ままにぶらり旅                                                    | JR大湊線 | |
| 285 | 8月12日        | 景色も味も大満足! この夏乗りたいグルメ観光列車                                                              | TOHOKU EMOTION（JR八戸線）、一万三千尺物語（あいの風とやま鉄道）、THE RAIL KITCHEN CHIKUGO（西日本鉄道） | |
| 286 | 8月19日        | フィルム映像で配線が蘇る! 夏の北海道を行く釧網本線&標津線                                                   | JR釧網本線（釧路→標茶）・標津線（廃線巡り） | |
| 287 | 8月26日        | 絶景列車で遥か彼方へ 東西南北日本の端っこ見てみませんか!                                                    | 最北端の壁へ 2020年 宗谷本線 最南端の駅へ 2011・2017年 指宿枕崎線（鹿児島中央 - 西大山） 最西端の駅へ 2020年 松浦鉄道（伊万里 - たびら平戸口） 最東端の駅へ 2018年 花咲線 | #249・#37・#167・#223・#194を編集                                                                                   |
| 288 | 9月2日         | 海を越えて九州から四国へ! 夏の美味 食べつくしの旅                                                           | 日豊本線・九四オレンジフェリー・予讃線（別府 - 臼杵・臼杵港 - 八幡浜港・八幡浜 - 宇和島） | |
| 289 | 9月9日         | 篠ノ井線&大糸線 旨い! を求めて 信州そば紀行                                                                 | 篠ノ井線・大糸線（長野 - 松本 - 信濃大町） | |
| 290 | 9月16日        | ここにしかない絶景! ノスタルジック 大井川鐵道                                                               | 大井川鐵道本線・井川線 | |
| 291 | 9月23日        | 鉄路でたどる おくのほそ道 絶景めぐり 日本海編                                                               | JR白新線・羽越本線（新潟 - 白新線・羽越本線（新発田 - 酒田） | |
| 292 | 9月30日        | 鉄路でたどる おくのほそ道 絶景めぐり 鳥海山編                                                               | 羽越本線（酒田 - 羽後本荘）・由利高原鉄道 | |
| 293 | 10月14日       | 知ってる箱根! 知らない箱根? とっておきの見どころ再発見!                                                     | 箱根登山電車・箱根登山ケーブルカー・箱根ロープウェイ | |
| 294 | 10月21日       | 北アルプス! 天空の紅葉 立山黒部アルペンルート                                                               | 大糸線（南小谷 - 信濃大町）・アルピコ交通バス（信濃大町 - 扇沢）・関電トンネル電気バス・黒部ケーブルカー・立山ロープウェイ・立山トンネルトロリーバス | |
| 295 | 10月28日       | 美瑛-富良野-トマム 紅葉と大地の恵みを満喫 旅のゴールは奇跡の絶景!!                                          | 富良野線・根室本線・石勝線（新得 - トマム） | |
| 296 | 11月4日        | 井原鉄道で行く! 実りの秋 ふるさと紀行                                                                       | 井原鉄道 | |
| 297 | 11月11日       | 復興の街を訪ねて ドラゴンレール! 大船渡線                                                                   | 大船渡線・大船渡線BRT | |
| 298 | 11月18日       | 今だけの彩り! 秋に乗りたい紅葉の観光鉄道                                                                    | 黒部峡谷鉄道 2011年・2017年 嵯峨野観光鉄道 2009年・2015年 わたらせ渓谷鐵道 2009年 叡山電車 2009年・2015年 | #50・#191・#5・#146・#4・#5・#146を編集                                                                             |
| 299 | 11月25日       | 古都の彩りと和の風情 北陸鉄道で行く金沢旅物語                                                               | 北陸鉄道石川線・浅野川線 | |
| 300 | 12月2日        | 日本人の旅の原点! お伊勢参り 鉄道で行く街道&宿場めぐり                                                      | JR東海道本線・箱根登山電車・近鉄名古屋線・山田線 (東京 - 小田原 - 箱根湯本 - （箱根登山バス)- 畑宿 -（徒歩）- 元箱根港 -（東海バス）- 三島 - 名古屋・近鉄名古屋 - 伊勢市） | 2時間スペシャル |

### スペシャル
| 初回放映日時                       | サブタイトル | 国・備考 |
| ---------------------------------- | --- | --- |
| 2010年10月24日（日） 21:00 - 22:54 | ロボスレイル&ブルートレインで行く、南アフリカ豪華列車の旅 | ジンバブエ、ボツワナ、南アフリカ ハウトレインも紹介 BS朝日開局10周年記念番組                                                 |
| 2011年2月11日（土） 19:00 - 20:54  | 特選! 日本全国絶景巡り | |
| 2011年10月23日（日） 21:00 - 22:54 | 絶景路線で行く、ヨーロッパ世界遺産めぐり | フランス、スイス、イタリア                                                                                                   |
| 2011年12月10日（土） 19:00 - 20:54 | 日本全国絶景路線で巡る 四季の旅 | |
| 2012年5月12日（土） 19:00 - 20:54  | 春爛漫! 日本列島、桜舞う絶景路線 | |
| 2012年6月9日（土） 19:00 - 20:54   | 列島縦断! 列車で旅する絶景遺産めぐり リゾート電車でめぐる東伊豆 伊豆急行 紅葉彩る渓谷美 わたらせ渓谷鐵道 雄大な北アルプスの眺望 大糸線 南国の山海をゆく 日南線 春の南九州へ 肥薩おれんじ鉄道 清流に沿って走る 長良川鉄道 天橋立と丹後半島をめぐる 北近畿タンゴ鉄道 紅葉の飛騨路をゆく 高山本線 北の大自然を貫く 函館本線 日本最東端を駆ける 花咲線 瀬戸内海をひとまたぎ 瀬戸大橋線 瀬戸内をのんびり旅 山陽本線 山間の名勝をめぐる 会津鉄道・野岩鉄道 森と水とロマンのSL旅 磐越西線 | 以下のレギュラー回を編集 第9回 第4回 第17回 第56回 第58・59回 第19回 第49回 第30回 第34回 第45回 第52回 第47回 第24回 第16回 |
| 2012年7月8日（日） 21:00 - 22:54   | ウィーン〜イスタンブール オリエント急行をたどる旅 | オーストリア、ハンガリー、ルーマニア、ブルガリア、トルコ                                                                     |
| 2012年11月11日（日） 21:00 - 22:54 | 花の都パリからヨーロッパ大陸最西端へ… 絶景列車でめぐる世界遺産と美食の旅 | フランス、スペイン、ポルトガル                                                                                               |
| 2013年2月10日（日） 21:00 - 22:54  | 絶景求めて南へ!北へ!日本縦断 列車乗り継ぎの旅! 海の絶景を求めて南へ!神戸から枕崎への旅 山の絶景を求めて北へ!仙台から稚内への旅 | 仙台→青森間は第75回を再編集                                                                                                  |
| 2013年8月11日（日） 20:54 - 22:50  | 涼味満点!絶景列車で行くにっぽん満喫の旅! | |
| 2013年10月13日（日） 21:00 - 22:54 | オーストリアからスイスへ...世界遺産と白銀の峰々をめぐるアルプス横断!絶景列車の旅 | オーストリア、リヒテンシュタイン、スイス                                                                                     |
| 2014年2月9日（日） 21:00 - 22:54   | 東京から九州最南端へ…絶景列車乗り継ぎの旅! | |
| 2014年3月9日（日） 21:00 - 22:54   | ドイツからヨーロッパ最北の駅へ…絶景列車でめぐる世界遺産と北欧の冬景色! | ドイツ、デンマーク、スウェーデン、ノルウェー                                                                                 |
| 2014年7月13日（日） 21:00 - 22:54  | ヨーロッパからアフリカ・サハラ砂漠へ…世界遺産と伝統の美味をめぐる旅 | スペイン、モロッコ |
| 2015年3月8日（日） 21:00 - 22:54   | 朝日のバルセロナから夕日のアマルフイへ スペイン・フランス・イタリア 地中海周遊の旅 | スペイン、フランス、イタリア                                                                                                 |
| 2015年10月18日（日） 21:00 - 22:54 | タイ・マレーシア・シンガポール 世界遺産&リゾートめぐり マレー半島縦断2000キロの旅 | タイ、マレーシア、シンガポール                                                                                               |

## スタッフなど
- ナレーター（公式ウェブサイトではナビゲーター[注 31]）・主題歌・挿入歌・エンディング曲：峠恵子（2009年10月22日 - 2018年3月27日）
- ナレーター：林家たい平（2018年4月12日 - ）[注 32][注 33]、三遊亭遊雀（2022年2月3日）[注 34]
- 構成：兵頭潤、尾林怜 ほか
- 技術協力：六分儀、ウッドペッカー、イメージランド、東洋映像 他
- 編集・MA：ザ・チューブ
- 音響効果：和田勝之（スカイウォーカー）
- 演出：花房勇治、須川修次 ほか
- プロデューサー：綿貫冬樹（BS朝日）、山岸豊仁（国際放映）
- 制作：BS朝日、国際放映

## テーマソング
- 2018年3月まで（歌唱は全て峠恵子によるもの[注 35]。）
  - オープニングテーマ：「主人公（アコースティックVer.）」（作詞・作曲：さだまさし）
  - エンディングテーマ1：「あずさ2号（アコースティックVer.）」（作詞：竜真知子、作曲・編曲：都倉俊一）
  - エンディングテーマ2：「旅物語」（作詞・作曲：峠恵子） - 2010年10月7日から
  - 挿入歌：「君だけの指定席」（作詞・作曲：峠恵子）
  - オリジナルテーマ1：「大地のうた」（作詞・作曲：峠恵子） - 南アフリカ編のオープニングテーマ曲
  - オリジナルテーマ2：「空色のエアメール」（作詞・作曲：峠恵子） - ヨーロッパ編のオープニングテーマ曲

- 2018年4月以降（ナレーション差し替え分を含む）
  - オープニングテーマ：「旅立ちの朝に（歌：鈴木歌穂）
  - 挿入歌：「HOME」（歌：平井大）、「ふるさと」（歌：やなわらばー）、「明日旅」（歌：VOJA-tension）、「トレイン」（歌：田所けんすけ）
  - エンディング・テーマ：「旅の途中」（作詞：東里梨生、作曲：L-m-T、歌：やなわらばー）

## 放送局
| 放送対象地域 | 放送局          | 系列       | 放送日時 | 備考                                 |
| ------------ | --------------- | ---------- | --- | ------------------------------------ |
| 日本全域     | BS朝日 BS朝日4K | BS放送     | 木曜 21:00 - 21:54 ↓ 金曜 21:00 - 21:54 ↓ 火曜 19:00 - 20:54 ↓ 木曜 19:00 - 20:54 ↓ 木曜 20:00 - 21:54 ↓ 木曜 20:00 - 20:54 | 不定期的にアンコール放送する場合あり |
| 日本全域     | TVer            | ネット配信 | 金曜 21:54 更新 ↓ 火曜 19:54 更新                                                                                           | 最新話限定で無料配信                 |

## 民放BS5局との連動
2021年3月20日（土/春分の日）、民放BS5局リレー特別番組第2弾『バナナマンのBSはササルTV ズブズブスペシャル!』が放送決定。（17:30 - 19:00）、4番手テーマは「旅」。メインMCはBS朝日未経験のバナナマン（設楽統・日村勇紀）、斎藤ちはる（テレビ朝日アナウンサー）が出演した。